# Зверев, Николай Александрович
Никола́й Алекса́ндрович Зве́рев (19 декабря 1921, Акмолинск, Киргизская АССР — 14 марта 1991, Шадринск, Курганская область, СССР) — участник Великой Отечественной войны, гвардии сержант. Герой Советского Союза.

## Биография
Николай Александрович Зверев родился 19 декабря 1921 года в семье служащего в городе Акмолинске Акмолинского уезда Акмолинской губернии Киргизской АССР РСФСР, ныне город Астана, столица Казахстана. Русский.
В 1930-е годы с родителями переехал в город Токмак Чуйского района Фрунзенской области Киргизской ССР. Здесь окончил 7 классов, работал в типографии.
В апреле 1941 года был призван Чуйским РВК в Рабоче-крестьянскую Красную Армию. Служил в артиллерийской части под Воронежем.
Участник Великой Отечественной войны с июня 1941. Помощник командира взвода 32-го гвардейского стрелкового полка 12-й гвардейской стрелковой дивизии (61-я армия, Центральный фронт) гвардии сержант Николай Зверев в ночь на 29 сентября 1943 года со взводом форсировал Днепр в районе деревни Глушец (Лоевский район Гомельской области), захватил траншею противника и уничтожил 15 гитлеровцев. Был ранен, но поля боя не покинул.
В феврале 1946 года был демобилизован. С 1946 года находился на административно-хозяйственной работе в Целинограде.
Позже переехал в город Шадринск Курганской области. Работал слесарем-инструментальщиком Шадринского горпромкомбината. В 1950 году окончил курсы в кооперативной школе, трудился в торговых организациях города. С 1960 года — в Шадринском горпищеторге: заведующим магазином, плодоовощным складом. Беспартийный.
Николай Александрович Зверев умер 14 марта 1991 года. Похоронен в Шадринске на Васильевском кладбище.

## Награды
- Указом Президиума Верховного Совета СССР «О присвоении звания Героя Советского Союза генералам, офицерскому, сержантскому и рядовому составу Красной Армии» от 15 января 1944 года за «образцовое выполнение боевых заданий командования по форсированию реки Днепр и проявленные при этом мужество и героизм» гвардии сержанту Звереву Николаю Александровичу присвоено звание Героя Советского Союза с вручением ордена Ленина и медали «Золотая Звезда» (№ 6786)[3][4][5][6]. Награды были вручены после войны 13 октября 1949 года заместителем командующего войсками Уральского военного округа, когда Николай Зверев трудился слесарем-инструментальщиком на Шадринском горпромкомбинате.
- Награждён также орденом Отечественной войны I степени (6 апреля 1985 года[7]) и медалями, среди которых медаль «За доблестный труд. В ознаменование 100-летия со дня рождения Владимира Ильича Ленина».

## Память
- В Шадринске на доме, где последние годы жил Герой (ул. Свердлова 83), в 1999 году установлена мемориальная доска.